# Si-ťiang
Si-ťiang (čínsky pchin-jinem Xi Jiang, znaky 西江) je řeka na jihu Číny (Kuang-si, Kuang-tung). Je 2130 km dlouhá. Povodí má rozlohu přibližně 437 000 km².

## Průběh toku
| Systém zdrojnic    | Systém zdrojnic     | Systém zdrojnic | Systém zdrojnic | Systém zdrojnic |
| ------------------ | ------------------- | --------------- | --------------- | --------------- |
|                    |                     |                 | Che (贺江)      | Si (西江)       |
|                    |                     | Li (漓江)       | Kuej (桂江)     | Si (西江)       |
| Pej-pchan (北盘江) | Chung-šuej (红水河) | Čchien (黔江)   | Sün (浔江)      | Si (西江)       |
| Nan-pchan (南盘江) | Chung-šuej (红水河) | Čchien (黔江)   | Sün (浔江)      | Si (西江)       |
| Žung (融江)        | Liou (柳江)         | Čchien (黔江)   | Sün (浔江)      | Si (西江)       |
| Lung (龙江)        | Liou (柳江)         | Čchien (黔江)   | Sün (浔江)      | Si (西江)       |
| Jou (右江)         | Jung (邕江)         | Jü (郁江)       | Sün (浔江)      | Si (西江)       |
| Cuo (左江)         | Jung (邕江)         | Jü (郁江)       | Sün (浔江)      | Si (西江)       |

Vzniká u města Nan-ning soutokem zdrojnic stékajících z Jünnanské planiny. Pramenným tokem je severní zdrojnice Jou-ťiang (Si-jang-ťiang). Horní tok jižní zdrojnice Cuo-ťiang se nachází ve Vietnamu. Na horním toku teče v dlouhém úseku v úzké a hluboké dolině mezi prudkými břehy. Protéká krasovými oblastmi a překonává peřeje, které ztěžují vodní dopravu. Šířka koryta na středním toku činí v nejužším místě, soutěsce Lung-tang-sia, 340 m, zatímco v nejširších místech dosahuje až 2660 m. Řeka spolu s řekami Pej-ťiang a Tung-ťiang vytváří rozsáhlou deltu Ču ťiang (Perlové řeky), která má rozlohu 16 900 km² a ústí do Jihočínského moře u města Macao.

## Vodní režim
Průměrný průtok vody u města Wu-čou činí 8000 m³/s a maximální v období monzunových dešťů až 58 000 m³/s. Průměrný roční celkový odtok z povodí činí 363 km³. Kolísání úrovně hladiny v průběhu roku dosahuje 15 až 20 m. Často dochází k velkým povodním, kterých bylo od začátku 17. století více než 100, a jsou obzvlášť nebezpečné v kombinaci s mořskými přílivy. Na ochranu polí a obydlených míst před nimi byly podél řeky a jejich přítoků postaveny ochranné hráze o celkové délce přibližně 2000 km.

## Využití
Využívá se na zavlažování. Na dolním toku je rozvinut sběr lastur obsahujících perly. Vodní doprava je možná od města Wu-čou, V deltě se nachází námořní přístav Kanton.